# تيم غاليغوس
تيم غاليغوس (بالإنجليزية: Tim Gallegos)‏ هو عازف قيثارة أمريكي، ولد في 1960.

## وصلات خارجية
- تيم غاليغوس على موقع ميوزك برينز (الإنجليزية)
- تيم غاليغوس على موقع ديسكوغز (الإنجليزية)